# Rovin
Rovin – francuskie przedsiębiorstwo produkujące małe samochody osobowe krótko po II wojnie światowej.
Początkowo wykorzystano bazę produkcyjną, jaka pozostała po firmie Delaunay-Belleville. W 1959 roku zaprzestano produkcji aut tej marki. 

## Znane modele
- Rovin D1 (1946)
- Rovin D2 (1947)
- Rovin D3 (1949)
- Rovin D4 (1949)

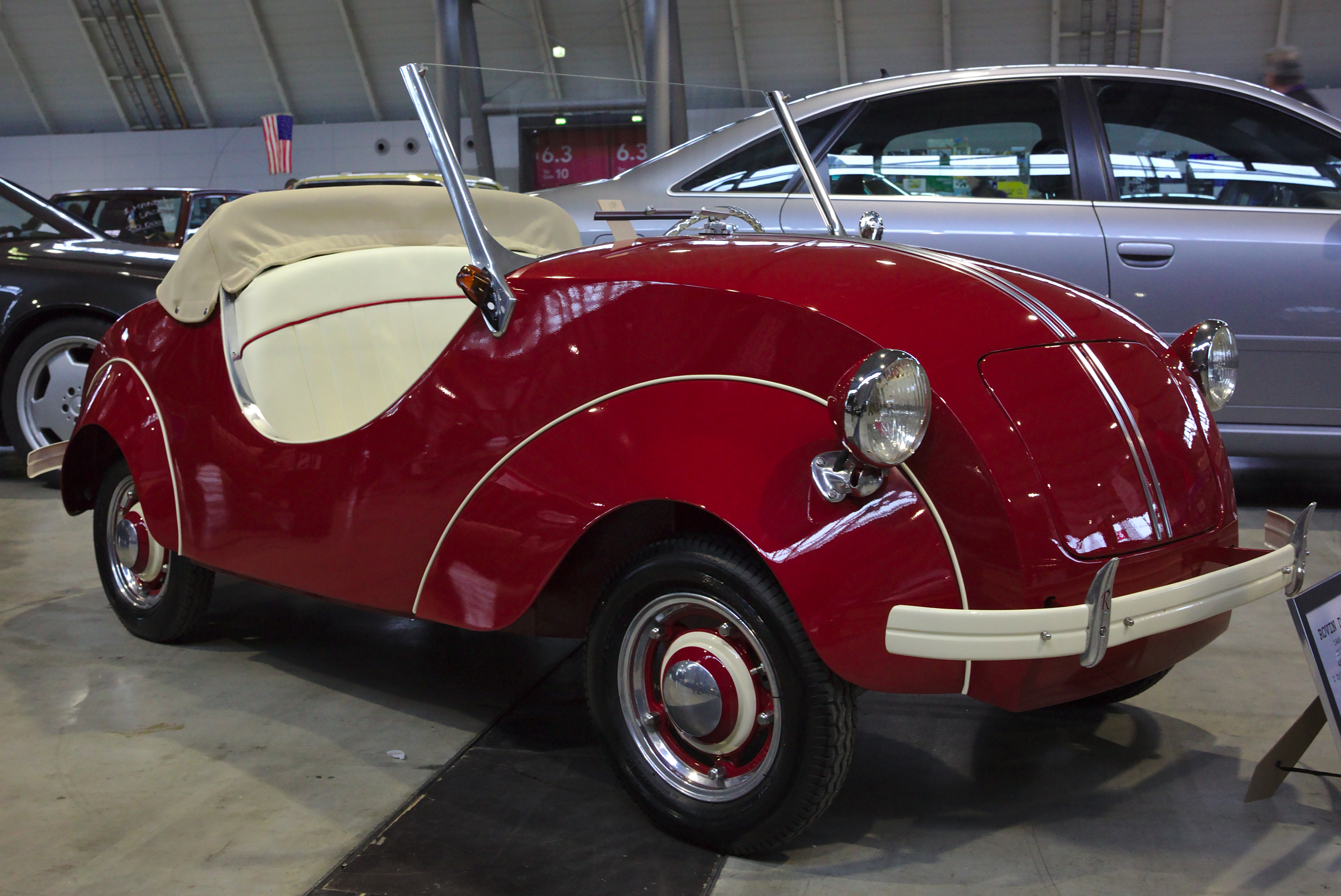
Rovin D2
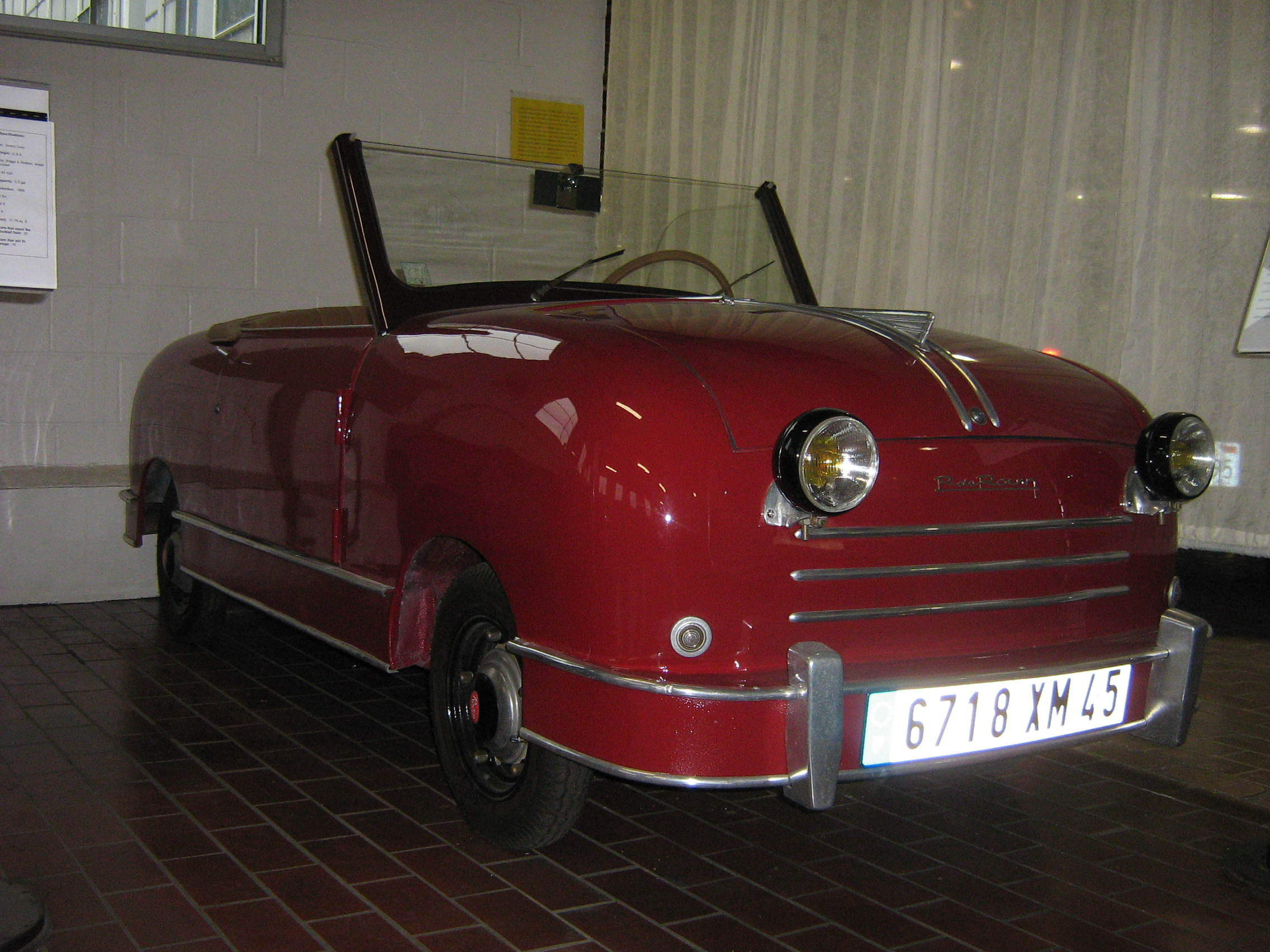
Rovin D4